# Skip Spence
Alexander Lee (Skip) Spence (Windsor, 18 april 1946 – Santa Cruz, 16 april 1999) was een Canadees-Amerikaanse singer-songwriter. Hij was de eerste drummer van Jefferson Airplane maar verliet de band na hun debuutalbum Jefferson Airplane takes off (1966) om Moby Grape mee op te richten. Na een incident in een opnamestudio belandde hij in het ziekenhuis. Toen hij daaruit ontslagen werd, bracht hij zijn debuut- en enige soloalbum Oar uit. In een recensie van het album op AllMusic werd Spence "one of psychedelia's brightest lights" genoemd. Met het album belandde hij in 2016 op de lijst van 40 Greatest One-Album Wonders van het muziektijdschrift Rolling Stone.

## Biografie
Alexander Lee Spence werd geboren op 18 april 1946 in Windsor. Zijn vader Alexander Lett Spence was flight officer in de Tweede Wereldoorlog. Hij kreeg een Distinguished Flying Cross voor betoonde moed tijdens een raid op  het Franse Aulnoye in 1944. Hij speelde als singer-songwriter in clubs en cafés langs Route 66. Skip Spence kreeg een gitaar van zijn ouders toen hij tien jaar was. In de tweede helft van de jaren '50 verhuisde hij met zijn ouders naar San Jose, waar zijn vader ging werken in de luchtvaartindustrie.
In zijn late tienerjaren speelde Spence in de surfrockformatie The Topsiders. In 1965 deed hij auditie voor Quicksilver Messenger Service. De oefenruimte van die band was een club van Marty Balin. Die zocht een drummer voor zijn nieuwe band Jefferson Airplane en vond Spence wel een drummer lijken. Een jaar later werkte Spence mee aan de opnames van Jefferson Airplanes debuutalbum Jefferson Airplane takes off. Al rond het verschijnen van het album was Spence vertrokken. Er worden twee redenen genoemd voor zijn vertrek. Spence zou door Balin ontslagen zijn omdat hij niet op kwam dagen op een optreden van de band, maar volgens bassist Jack Casady was Spence zelf vertrokken omdat hij zich niet genoeg als songwriter en gitarist kon profileren in een band waarin hij drumde en die al genoeg songwriters en gitaristen had. Na zijn vertrek werd Spence gevraagd om Dewey Martin te vervangen in Buffalo Springfield, maar hij ging niet in op het aanbod.
In september 1966 richtte Spence samen met Matthew Katz de psychedelische-rockband Moby Grape op. De twee kenden elkaar van hun periode bij Jefferson Airplane, waarvan Katz de manager was. In die periode begon Spences geestelijke gezondheid hem parten te spelen. Tijdens de opnames van Moby Grapes tweede album Wow in 1968 experimenteerde hij met lsd. Aangezien producer David Rubinson bij zijn familie wilde zijn, verbleef de band in een hotel in New York. Daar bracht Spence met een bijl vernielingen aan. Hij werd uiteindelijk op de 53e verdieping van de CBS Building tegengehouden. Die gebeurtenissen leidden tot zijn arrestatie en daaropvolgende opname in het Bellevue Hospital, waar hij zes maanden werd behandeld. Tijdens de behandeling werd hij gediagnosticeerd met schizofrenie.
Tijdens zijn behandeling schreef Spence het album Oar. Toen hij uit het ziekenhuis ontslagen werd, stelde Rubinson voor dat Spence het album kon opnemen in een studio van Columbia in Nashville. De opnames namen twee weken in beslag.
In de vroege jaren '70 richtte hij nog de rockband Pachuca op, maar drank, drugs en zijn geestelijke gezondheid zorgden ervoor dat zijn carrière op sessiewerk en af en toe een optreden met Jefferson Airplane en Moby Grape na over was.
Spence overleed in 1999 op 52-jarige leeftijd aan longkanker.